# Ampithoe kuala
Ampithoe kuala is een vlokreeftensoort uit de familie van de Ampithoidae. De wetenschappelijke naam van de soort is voor het eerst geldig gepubliceerd in 1985 door Myers.